# Giovanni Paolo Fondulli

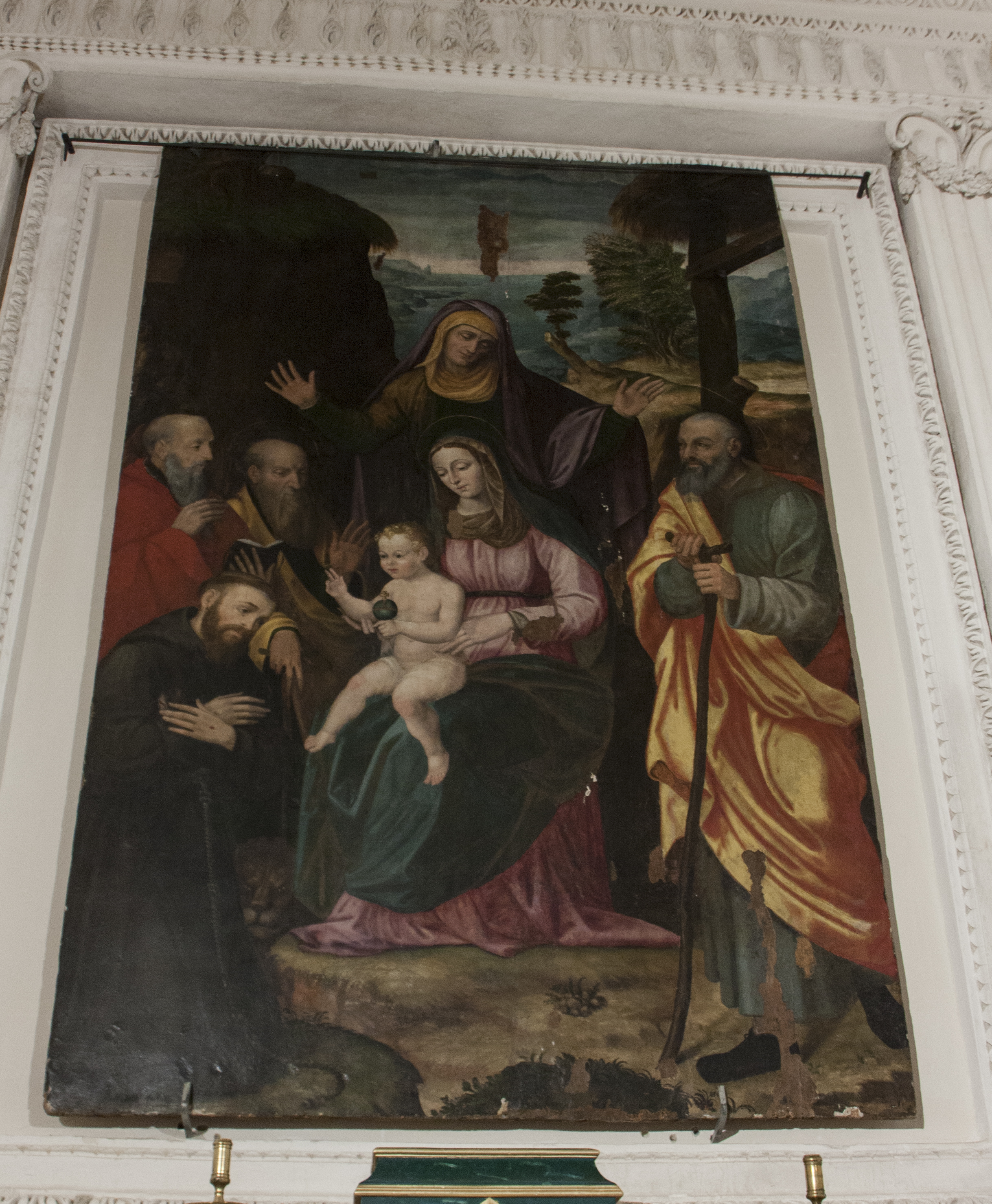
Sacra famiglia e santi presso la Chiesa di San Domenico a Castelvetrano

Giovanni Paolo Fondulli, altrimenti noto come il Cremonese (Cremona, ... – 1594 circa), è stato un pittore italiano del Rinascimento siciliano attivo soprattutto in Sicilia.

## Biografia
Proveniente da Cremona dove è stato allievo di Antonio Campi che lo introdusse all'arte del Correggio. Il Viceré di Sicilia Francesco Ferdinando d'Avalos, marchese di Pescara, lo invitò in Sicilia nel 1568, pertanto, della sua attività si conosce solo l'operato nell'isola dov'è attivo dal 1568 al 1600.
Oltre a pale d'altare per le chiese e le opere su commissione privata ha lavorato nel 1592 a Palermo nella formazione dell'arco trionfale per l'ingresso del viceré. Da non confondere con lo scultore omonimo da Padova attivo 1468 - 1484.

## Opere

### Agrigento e provincia
- 1572, Morte della Vergine, dipinto, opera incompiuta di Vincenzo degli Azani iniziata nel 1552, commissione per la chiesa del Carmine di Sciacca.

### Messina e provincia
- XVI secolo, San Diego, dipinto, opera documentata nella chiesa di San Giovanni Battista del Collegio dei Gesuiti di Messina.[1]
- 1593, San Diego e storie della sua vita, dipinto su tela, soggetto autografo e datato "IO. PAULUS FUNDULI CREMONEN. PINGEBAT 1593" replicato e documentato per la chiesa di Santa Maria di Gesù Inferiore oggi al Museo regionale di Messina.[2]

### Palermo e provincia

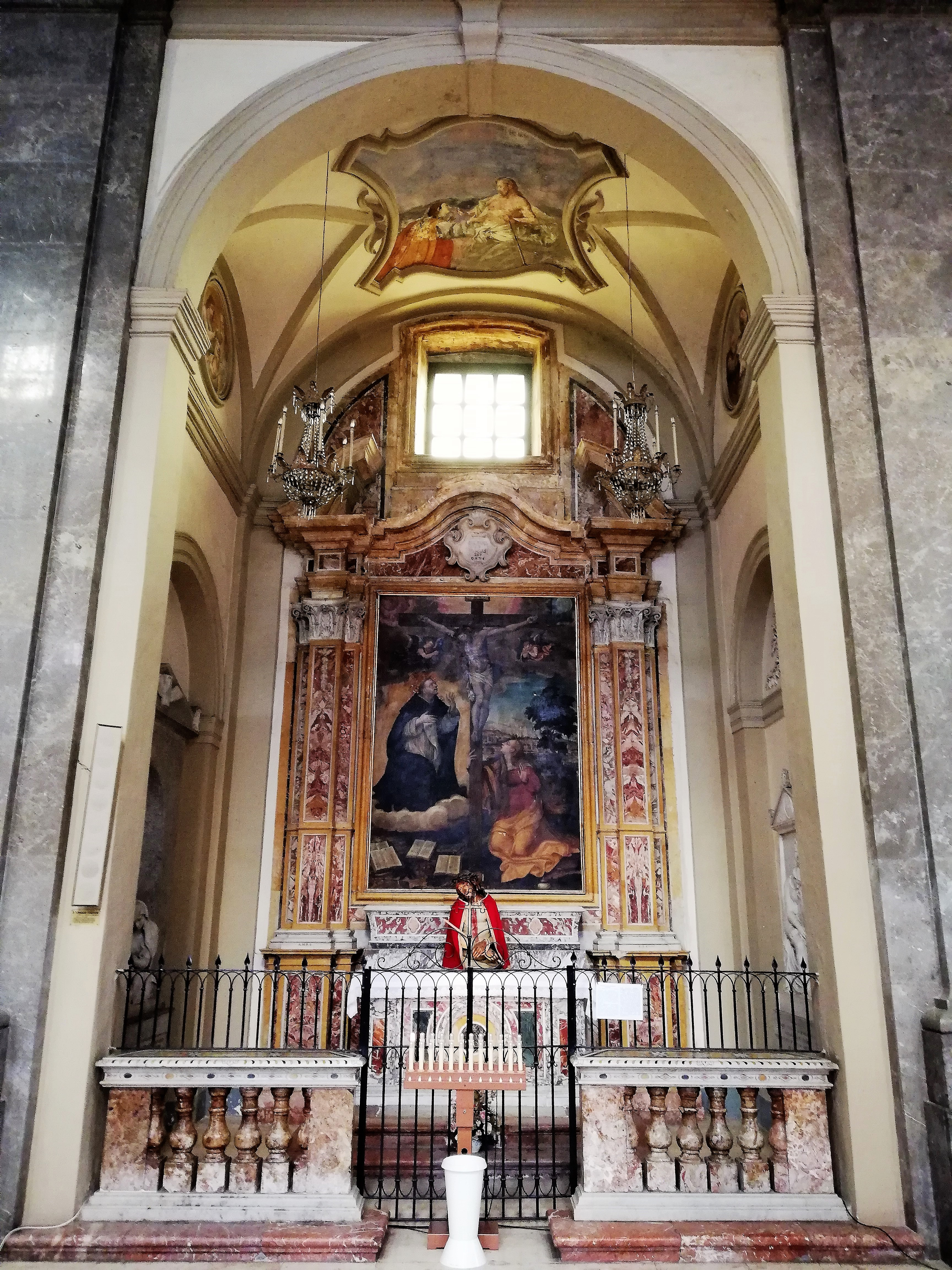
Cristo Crocifisso, chiesa di San Domenico di Palermo.

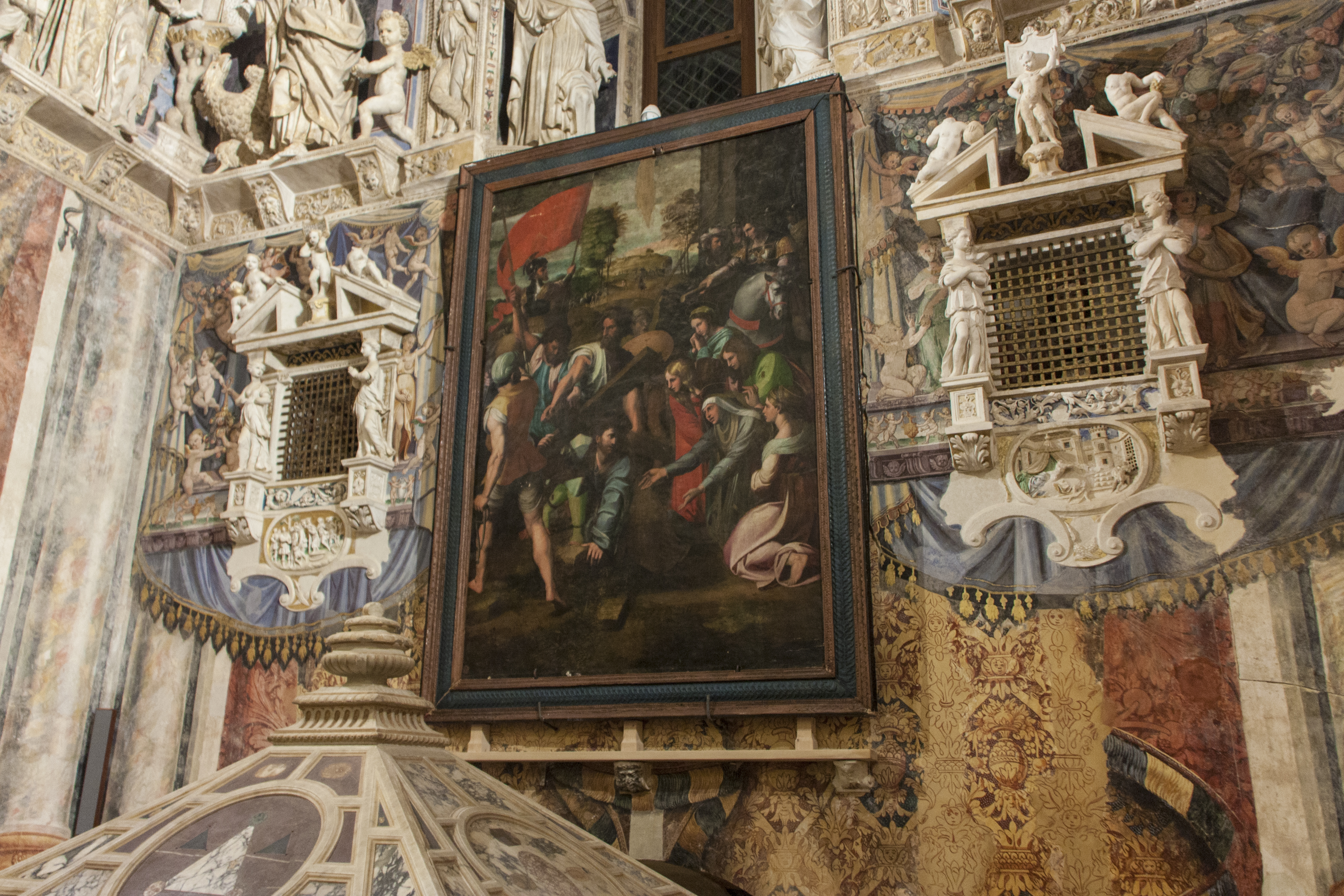
Spasimo di Sicilia, chiesa di San Domenico di Castelvetrano.

- 1573, Cristo crocifisso, la Maddalena e San Tommaso D'Aquino, dipinto presente nella chiesa di San Domenico di Palermo.
- 1577, Decorazione dei palchi della Cappella Palatina di Palermo.
- 1578, Vergine in gloria con San Rocco, San Vincenzo Ferreri, Santa Eulalia, Santa Maria Maddalena, Sant'Onofrio e San Sebastiano, nella predella l'aristocrazia palermitana in ginocchio, capeggiata dal Viceré di Sicilia Marcantonio Colonna e la moglie donna Felice Orsini. Commissionata dalla Confraternita di San Rocco per la chiesa di San Rocco di Palermo.[3]
- 1578, San Sebastiano, dipinto custodito nella chiesa di Sant'Agostino di Palermo.
- 1581, Decorazione di sedici sedili, commissione del viceré di Sicilia Marcantonio Colonna per la «Stanza delle Muse» di Palazzo dei Normanni.
- 1584, Martirio di Santa Caterina, dipinto su tavola custodito nella chiesa di Santa Maria la Nova di Palermo.
- 1586, Annunciazione, dipinto custodito nella chiesa di Santa Maria di Porto Salvo di Palermo.
- 1589, San Diego e storie della sua vita, dipinto commissionato per la chiesa di San Francesco d'Assisi dell'Ordine dei frati minori osservanti e documentato in casa del Principe di Palagonia di Palermo.
- 1594, San Bartolomeo nello studio, ultima opera attribuitagli.
- Data incerta, Ciclo, affreschi raffiguranti il Crocifisso con San Francesco, San Costantino, Sant'Elena e Santa Maria Maddalena e la Madonna del Rosario con Sant'Andrea, San Domenico, Santa Cristina e Santa Ninfa, opere presenti nel Palazzo Pretorio di Palermo.

### Trapani e provincia
- 1574, Spasimo di Sicilia, copia del celebre quadro di Raffaello, dipinto conservato nella chiesa di San Domenico di Castelvetrano.
- 1573, Sacra Famiglia e Santi, copia del celebre quadro di Raffaello, dipinto commissionato per la chiesa di San Domenico di Castelvetrano e custodito nell'arcivescovado di Mazara del Vallo.